# Thommanon
Thommanon tại Angkor, Campuchia là một trong hai ngôi đền Hindu được xây cuối thế kỷ 11, hoàn thành trong thời kỳ trị vì của vua Suryavarman II (1113-1150). Ngôi đền này nằm ở phía đông của Cổng Chiến thắng của Angkor Thom.